# Довгоногий сцинк Шнайдера
Довгоногий сцинк Шнайдера (Eumeces schneiderii) — вид ящірок родини сцинкових (Scincidae). Один із 7(9) видів роду довгоногих сцинків (Eumeces). Ящірка середнього розміру,  характерною особливістю якої є щільне пружне тіло, вкрите більш-менш однорідною гладенькою рибоподібною лускою. Поширений у субтропічному поясі від Північної Африки на заході до Північно-Західної Індії на сході. Мешканець передгір'їв і передгірних рівнин. Охороняється в ряді країн. 

## Етимологія
Назва роду походить від грецького eumeces = «подовжений», або «хорошої довжини». Також грецьке eumekes = «підтягнутий і високий». Крім того, довгоногі сцинки мають добре розвинені п'ятипалі кінцівки, що не характерно для інших сцинкових, у більшості яких кінцівки слабо розвинені або редуковані. 
Вид названий на честь Йоганна Готлоба Шнайдера (1750—1822), німецького зоолога, натураліста і класичного філолога.
Назва на інших мовах: Schneider's Skink (англ.; дослівно «сцинк Шнайдера»); длинноногий сцинк (рос.).

## Опис
Довжина тіла від кінчика морди до клоаки (L.) у самців до 165 мм, у самиць — до 155 мм. Хвіст (L.cd.) майже вдвічі  перевищує довжину тулуба з головою: відношення  L./L.cd. складає 0,55—0,66. За іншими даними загальна довжина тіла сцинка може досягати 43 см, з них хвіст може складати 21—24 см. Хвіст ламкий, здатний до регенерації. Кінцівки добре розвинені, п'ятипалі, з міцними кігтями. Маса тіла до 150 г. 
Голова із загостреною мордою, у скроневій частині трохи здута. Очі з рухливими повіками, нижні повіки вкриті круглими пластинками і непрозорі; зіниці круглі. Отвір вуха відкритий, слуховий прохід закінчується барабанною перетинкою. Ніздря розташована часто між двома напіврозділеними носовими щитками, рідше прорізана в одному носовому щитку; ніздря в 3 рази менша за вушний отвір.

### Лускатий покрив
Тіло вкрите гладенькою рибоподібною лускою. Під лускатим покривом залягають кісткові пластинки (остеодерми), завдяки яким тіло сцинка виглядає  щільним і пружним на дотик. На голові остеодерми щільно зрощені з кістками черепу. Навколо середини тулуба 24—28, рідко 30 лусок. Два середніх поздовжніх ряди луски на спині трохи розширені. Два великих анальних щитка.  На нижній поверхні хвоста — один поздовжній ряд розширених поперек луски.
Голова вкрита парними і непарними щитками. Міжщелепний щиток трикутної форми, загинається на верхню поверхню морди і торкається обох верхньоносових щитків. Лобно-носовий щиток один, передлобних — два. Кожний з двох лобно-тім'яних щитків коротший єдиного міжтім'яного щитка, який звичайно відділяє тім'яні щитки один від одного. Позаду тім'яних 2—6 пар загривкових щитків. Надзагривкових щитків 6; частина з них торкається лобного. Задньоносових щитків нема. Вилицевих щитків 2; передній значно коротший. Верхньогубних 7—9, звичайно 8. Верхньовійових 3—6. Скроневих щитків по 2 у вехньому і нижньому рядах. Ушний отвір спереду частково прикривають 4—6 лусочок трикутної форми. Позаду підбороднього щитка 2 непарних щитка.

### Забарвлення

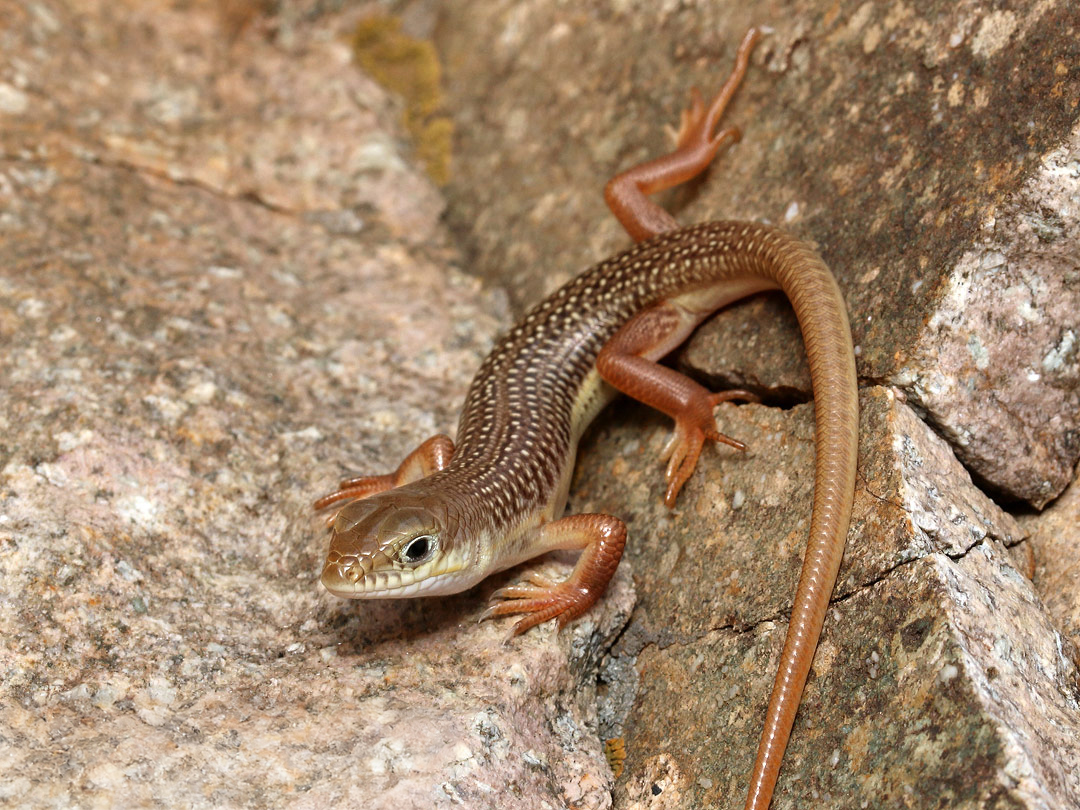
Молода особина

Тулуб зверху коричневого, коричнево-сірого, бурувато-оливкового або оливково-сірого кольору з жовто-помаранчевими, помаранчевими, рожево-червоними або червоними плямами, розташованими більш-менш правильними подовжніми рядами. По боках тіла, починаючи з шостого-сьомого верхньогубного щитка, пересікаючи вушний отвір, проходить помаранчева, рожево-червона або червона смуга, яка продовжується і вздовж передньої частини хвоста. У великих самців спинні плями і бічна смуга звичайно рожево-червоні, тоді як хвостова частина цієї смуги жовта або помаранчева. Нижня сторона тіла матово-біла, рідше жовтувата або помаранчева.
Молоді особини зверху сіро-коричнюватого або оливково-сірого кольору з 8—10 поздовжніми рядами білуватих пунктирних смужок і розташованими між ними темних плям, які проходять вздовж спини і боків тулуба. З віком світлі смужки зникають. Боки тіла жовтуваті, а кінчик хвоста помаранчевий.     

## Поширення
Поширений у Північній Африці (на захід до Алжиру), на островах Середземного моря, Малій Азії (південний схід), Передній Азії, у Дагестані, Азербайджані, Закавказзі (на схід до східних районів Грузії), на півдні Середньої Азії (на північ до передгірних рівнин Копетдагу, околиць Мари і хребта Нуратау), в Ірані, Іраку, східній частині Туреччини, Афганістані, Пакистані, доходить до Північно-Західної Індії. 

## Особливості біології

### Місця проживання. Чисельність
Більш-менш пов'язаний із передгір'ями та передгірськими рівнинами. Зустрічається в місцях із кам'янистими, лесовими і глинистими ґрунтами, звичайно з добре розвинутою трав'янистою, напівчагарниковою або розрідженою деревно-чагарниковою рослинністю. Іноді тримається в сухих руслах і тугайних заростях, проникаючи в прилеглі до передгір'їв піски. У гори піднімається до висоти 1300—1500 м н. р. м. Зустрічається в садах і виноградниках, на околицях полів, насипах зрошувальних каналів, серед розвалин, кам'янистих огорож і старих споруд для худоби. 
Поселення сцинків на хребті Нуратау (Узбекистан) мають форму вузьких смуг, які, як правило, тягнуться по кам'янистих схилах (переважно південних експозицій) уздовж більш-менш широких річкових долин і тимчасових водотоків, іноді заходячи вглиб передгірних рівнин на 2,5 км. Може утворювати окремі більш-менш локальні поселення в інших місцях, наприклад навколо кинутих кишлаків і на передгірних схилах із добрими захисними і кормовими умовами.
У Середній Азії сцинк є звичайним видом, де протягом екскурсії можна зустріти кілька особин, а місцями навесні — до 10—20 особин. Щільність популяції тут може складати 2 ос./га і більше. Досить високою є чисельність сцинка в горах Туркменії, де на 1 км облікового маршруту можна зустріти кілька особин. У Закавказзі навесні й на початку літа за денну екскурсію можна зустріти не більше 4—6 ящірок. 

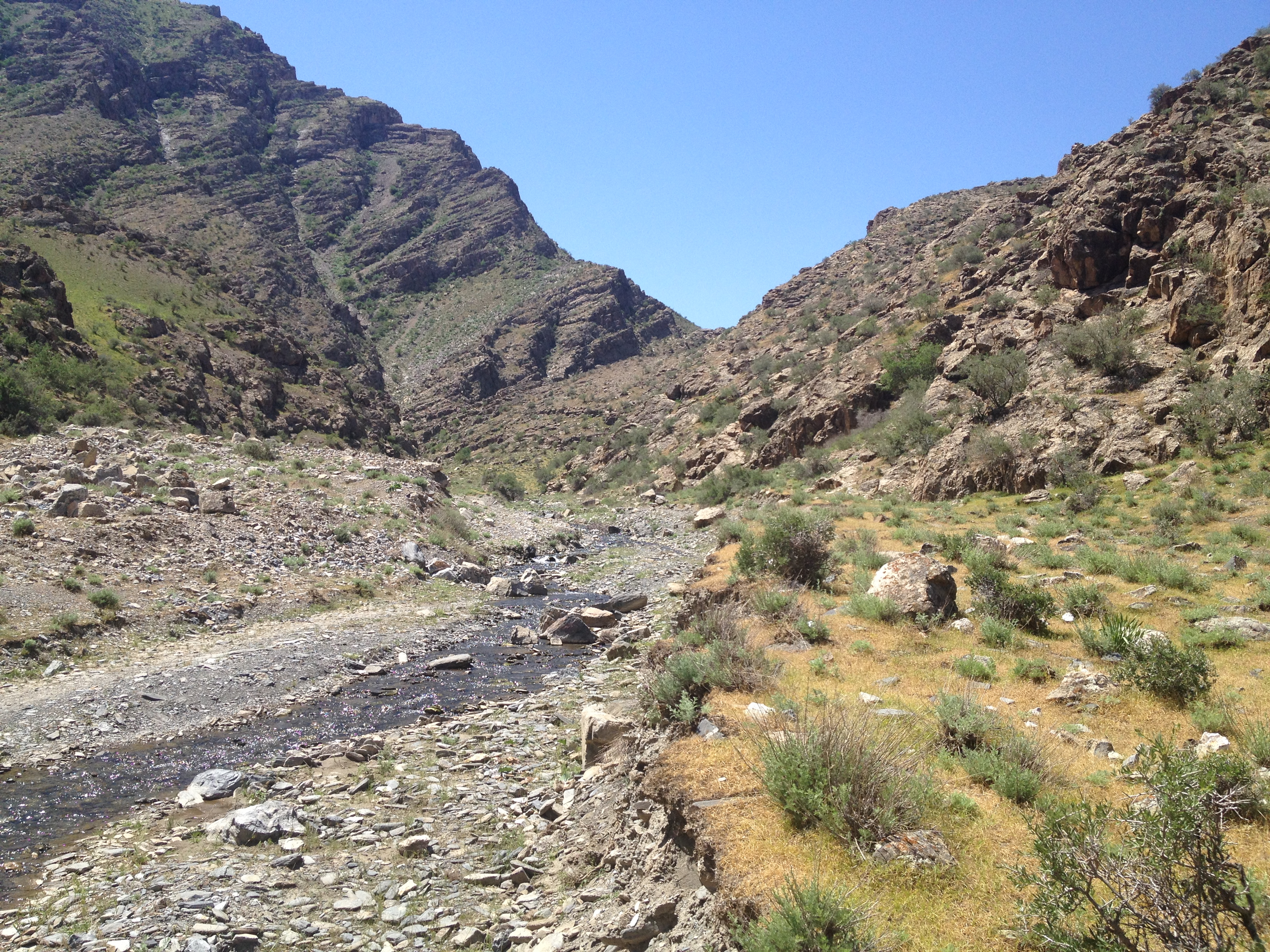
Типовий біотоп довгоного сцинка звичайного. Хребет Нуратау, Узбекистан

На хребті Нуратау щільність популяції сцинку в смузі гірських напівпустель, степів та рідколісь (800—1400 м н. р. м.) складає в середньому на схилах 5,2 ос./га (місцями до 11,1 ос./га), по днищах саїв із розрідженою деревно-чагарниковою рослинністю — 3,9 ос./га (до 7,3 ос./га). У зоні передгірних напівпустель (500—800 м н. р. м.) щільність популяції в поселеннях сцинка значно нижча і складає 1,3 ос./га (до 2,5 ос./га).
Як сховище використовує пустоти між камінням, ущелини і тріщини в скелях та ґрунті, нори гризунів та інших риючих тварин, а також власні нори довжиною до 2 м і глибиною до 60 см. Влітку часто користується неглибокими тимчасовими сховищами під камінням і короткими власними норами. Взагалі віддає перевагу сховищам із кількома входами, розташованим на схилах південної та південно-східної експозиції. Вхід у сховище звичайно малопомітний і розташовується під камінням чи маскується куртинами рослин. При переслідуванні використовує щілини в скелях і серед каміння, порожнечі в ґрунті, навіть неглибокі, де на деякий час завмирає; з цією ж метою може швидко зариватись у пухкий ґрунт.

### Сезонна і добова активність
Пробуджується пізніше інших видів ящірок, у квітні — травні. На півдні Узбекістану перших сцинків зустрічали з середини квітня, у північних районах — у травні і навіть на початку червня.
Навесні і на початку літа активний переважно вдень (з 11.00 до 16.30). Влітку (липень—серпень) виходить на поверхню звичайно лише вранці (з 8.00) й перед вечором, причому ввечері проявляє меншу активність чи може взагалі залишатись у сховищі. На поверхні зустрічається в діапазоні температури приземного шару повітря 27—47 °С і температурі ґрунту до 52 °С, причому нерідко найбільшу активність проявляє в досить спекотні години дня. Полюбляє приймати сонячні купальні, у тому числі частково зариваючись у теплий пил. У спеку може підніматись на нижні гілки чагарників і на чагарнички трав'янистої рослинності або ховатись у глибокий затінок під деревами. У найбільш посушливі й спекотні роки влітку активним буває лише вранці. У кінці літа в деяких частинах ареалу може впадати в літню сплячку, яка пізніше може переходити в зимову сплячку.
На зимівлю в різних частинах ареалу уходить у кінці серпня — на початку жовтня. Зимує головним чином у норах гризунів, у тому числі в бокових віднірках жилих нір піщанок та інших гризунів. Сцинків під час зимівля також знаходили в пухкому ґрунті (лесах), куди вони глибоко заривались ще восени, а також під насипами ґрунту у виноградниках. Нерідко зимують групами, по кілька різновікових особин.

### Розмноження. Розвиток
Розмноження і розвиток сцинка вивчені погано. Статевої зрілості досягає після трьох зимівель при довжині тулуба з головою (L.) 110 мм і більше. Парування звичайно відбувається в кінці травня — червні. На хребті Нуратау строки парування розтягнуті (І декада червня — ІІ декада липня), хоча найбільша статева активність самців відмічена в середині червня. У липні — серпні самка відкладає 5—9 яєць (в середньому 4), розміром 13—15 × 8—9. Кладка яєць одна за сезон мм. Можливо самка здійснює певну турботу про потомство, що характерно для ряду видів сцинкових.
На хребті Нуратау молоді особини після вилуплення з яєць звичайно зимують не виходячи з виводкових камер і з'являються на поверхні лише навесні. Про постембріональний розвиток сцинка відомо небагато. Так, у Туркменії довжина тіла (L.) молодих сцинків після першої зимівлі в квітні—травні складає 54—63 мм, а маса тіла — 2,6—4,7 г, у червні — відповідно 60—70 мм і 3,5—6,3 г. Довжина тіла (L.) особин після двох зимівель складає 76—109 мм, а маса тіла  — 9,5—29,2 г . Сцинків із довжиною тіла (L.) 60—70 мм в Узбекистані зустрічали в кінці липня — на початку серпня.
У популяціях сцинка більш-менш чітко виділяються 3 вікові групи особин: молоді (віком до 1 року), нестатевозрілі (віком 1—2,5 роки) і дорослі (особини, які тричі перезимували). При обліках чисельності на очі частіше потрапляють дорослі сцинки, що, можливо, пов'язано із прихованим способом життя молодих і нестатевозрілих особин. Тому важко встановити реальну вікову структуру і динаміку популяції сцинка.
Кожного року, як правило в середині травня — на початку червня, у особин різного віку відбувається линяння. Нестатевозрілі особини линяють також у кінці літа — на початку осені. Тривалість життя сцинків звичайно не перевищує 4—5 років.

### Живлення
Живиться різноманітними безхребетними, головним чином комахами (прямокрилими, жуками, тарганами, двокрилими, личинками лускокрилих, вуховертками та ін.), павукоподібними (павуками, скорпіонами, фалангами) і наземними молюсками. Великі особини поїдають іноді невеликих ящірок (ящурок, геконів, змієголовок) та змій. Велику здобич сцинк розриває за допомогою своїх сильних щелеп і пазурів. Вживає в їжу також окремі частини рослинрослин — ягоди, насіння і плоди. Склад кормів залежить від сезону; так, в Узбекістані влітку основу раціону складають прямокрилі.
У горах Туркменістану основу раціону дорослих особин складають терміти (39 % від загальної кількості екземплярів), жорсткокрилі (36 %), лускокрилі (12 %) і прямокрилі (8 %); у харчуванні молодих переважають жорсткокрилі, прямокрилі і павуки. На хребті Нуратау основу харчування сцинка складають жорсткокрилі (43 %), прямокрилі (24 %) та черевоногі молюски (14 %), менше значення мають личинки лускокрилих (8 %), перетинчастокрилі (6 %), таргани і мокриці (по 2 %). Полює звичайно в першій половині дня, влітку в пошуках здобичі заходить до вологих біотопів з густою рослинністю, але, як правило, далеко від нори не уходить.

### Вороги. Паразити
Сцинк відмічений у раціоні лисиці, шакала, орла-карлика, змієїда, шуліки чорного, курганника, стерв'ятника, гюрзи, кобри середньоазійської, полоза червоносмугого, варана сірого, жовтопузика і агами туркестанської.
У третини дорослих сцинків на тілі виявлені зовнішні паразити — кліщі, зокрема Haemaphysalis sulcata.

## Охорона
Стан більшості природних популяцій виду в межах ареалу залишається більш-менш стабільним. Саме тому він, згідно Червоного списку МСОП, отримав охоронний статус «відносно благополучний вид». Але в окремих регіонах спостерігається тенденція до зниження чисельності популяції виду. Тому довгоногий сцинк  Шнайдера занесений до Додатку ІІІ Бернської конвенції (охоронна категорія: вид потребує охорони) і потребує вжиття спеціальних охоронних заходів. Невизначеним залишається природоохоронний статус субпопуляції, яка населяє Кіпр. Крім того, внаслідок швидкого зниження численності та скорочення ареалу, вид у різні роки занесений до Червоних книг Киргізії, Грузії, Арменії та Росії.
У Середній Азії основними причинами зниження чисельності сцинка, як і ряду інших видів плазунів, є надмірний випас домашньої худоби на гірських схилах і по днищах долин (саїв), знищення деревно-чагарникової і трав'янистої рослинності для будівництва і опалювання житлових приміщень, приготування їжі та інших господарських потреб, розорювання окремих ділянок для вирощування сільськогосподарських культур. Певний вплив мають також чинник занепокоєння, поїдання ящірок вільно бігаючими собаками місцевих жителів та відлов для утримання в тераріумах. Позитивним антропогенним чинником треба вважати лише створення місцевими жителями різноманітних кам'янистих споруд із наступним перетворенням їх у розвалини, які при відсутності інших негативних чинників стають місцями концентрації ящірок і змій, у тому числі сцинків. 
Охороняється в ряді природно-заповідних територій Середньої Азії, Закавказзя та інших регіонів у межах ареалу.

## Практичне значення

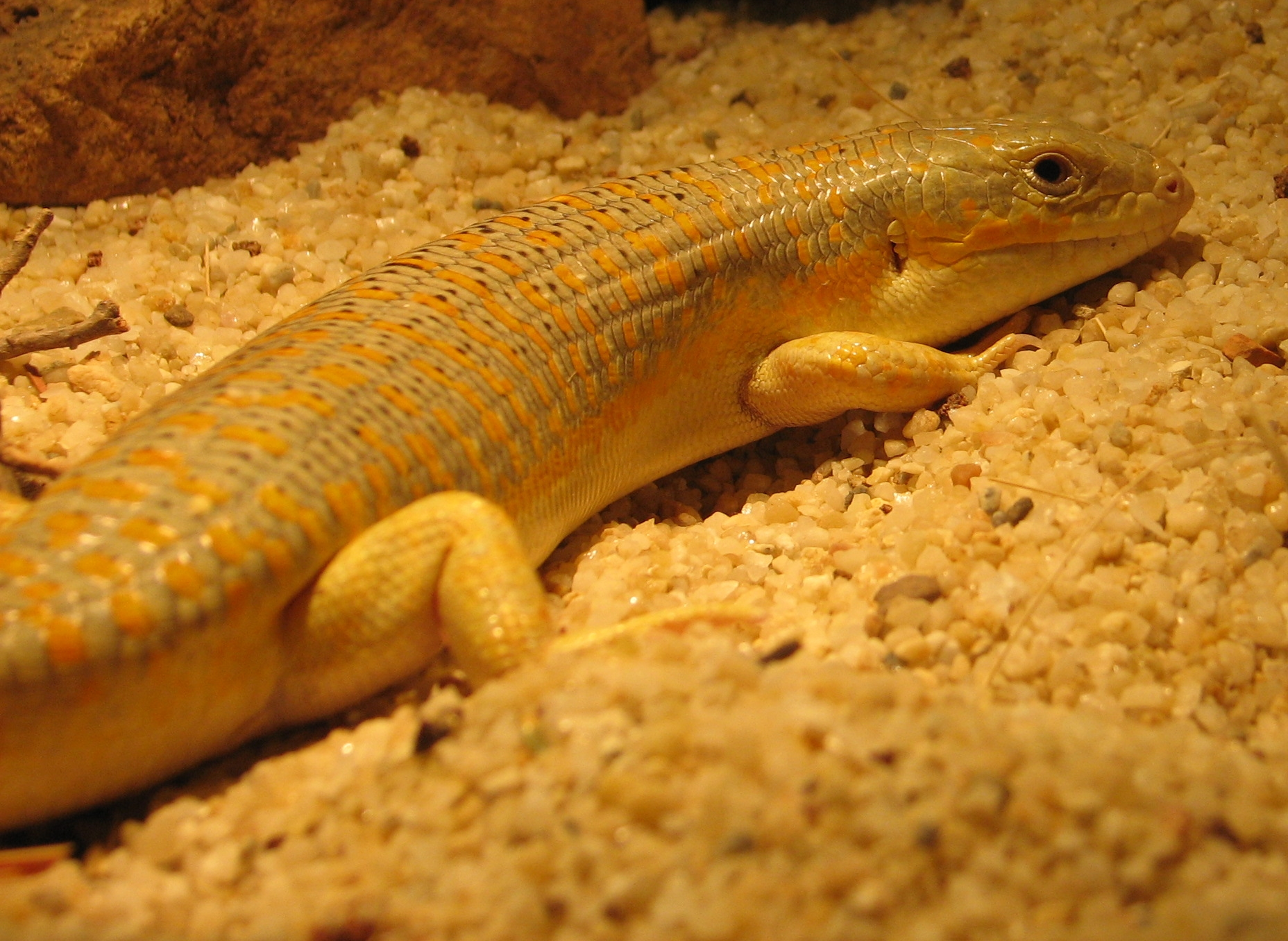
У Луїсвільському зоопарку, штат Кентуккі, США

Завдяки ефектній зовнішності сцинків часто розводять у неволі, у тому числі з метою демонстрації в зоопарках. Саме тому вид є предметом міжнародної торгівлі домашніми тваринами. При утриманні в тераріумі треба зважати на те, що сцинк має міцні щелепи з гострими зубами і може досить боляче вкусити.
Місцеве населення на Кіпрі широко переслідують сцинків, помилково вважаючи, що вони кормляться козячим молоком. Вчені припускають, що внаслідок подібних забобонів вид на острові може опинитись під загрозою зникнення.

## Систематика
Один із 7(9) видів роду довгоногих сцинків (Eumeces).
Донедавна вид включав 6 підвидів. У більшій частині ареалу (від Східної Туреччини до Північно-Західної Індії) поширений підвид  E. s. princeps, який характеризується 26—28 лусками навколо середини тулуба і рідкими помаранчевими або червоно-помаранчевими плямами на спині. З інших частин ареалу були відомі також ще 5 підвидів, які відрізняються головним чином особливостями забарвлення: E. s. zarudyi (Південний Іран); E. s. schneideri (Кіпр); E. s. aldeovandi (Північна Африка); E. s. meridionalis (Алжир); E. s. pavimentatus (Мала Азія); E. s. variegatus (Південно-Західний Іран). За іншими даними, вид поділяли на 2 підвиди.
Після чергової ревізії роду частина підвидів отримали видовий статус, зокрема Eumeces princeps і Eumeces zarudnyi, хоча вони визнані як окремі види не всіма герпетологами. Станом на 2024 рік продовжують виділяти 4 підвиди:
- Eumeces schneideri schneideri;
- Eumeces schneiderii barani;
- Eumeces schneiderii pavimentatus;
- Eumeces schneiderii princeps.